# Klubivți, Tîsmenîțea
Klubivți (în ucraineană Клубівці) este o comună în raionul Tîsmenîțea, regiunea Ivano-Frankivsk, Ucraina, formată numai din satul de reședință.

## Demografie
Componența lingvistică a comunei Klubivți
     Ucraineană (100%)
Conform recensământului din 2001, toată populația comunei Klubivți era vorbitoare de ucraineană (100%).